# Свято-Троицкий храм (Суджа)
Свято-Троицкий храм — православный храм в городе Суджа Курской области. Располагается на улице Карла Либкнехта. Относится к Курской епархии Русской православной церкви. Храм построен в 1812 году. Памятник архитектуры регионального значения.
Действующий настоятель — Евгений Шестопалов.

## История

### Российская империя
Впервые Троицкая церковь упоминается в 1701 году в описи города Суджи. Позднее в связи с плохим состоянием деревянного здания было решено присоединить церковь к Вознесенской, таким образом сформировался Троице-Вознесенский храм.
В 1804 году был начат сбор средств на новый каменный храм. Для сбора местная община объединилась с прихожанами Архангело-Михайловской церкви, где также был ветшающий деревянный храм. Возведение каменного храма было завершено в 1812 году. В его состав входил главный придел во имя Троицы и боковые приделы во имя Вознесения Господня и во имя Архангела Михаила.
Ещё два передела были достроены в 1857 году — во имя Святителя Митрофана и во имя Сретения Господня.

### СССР

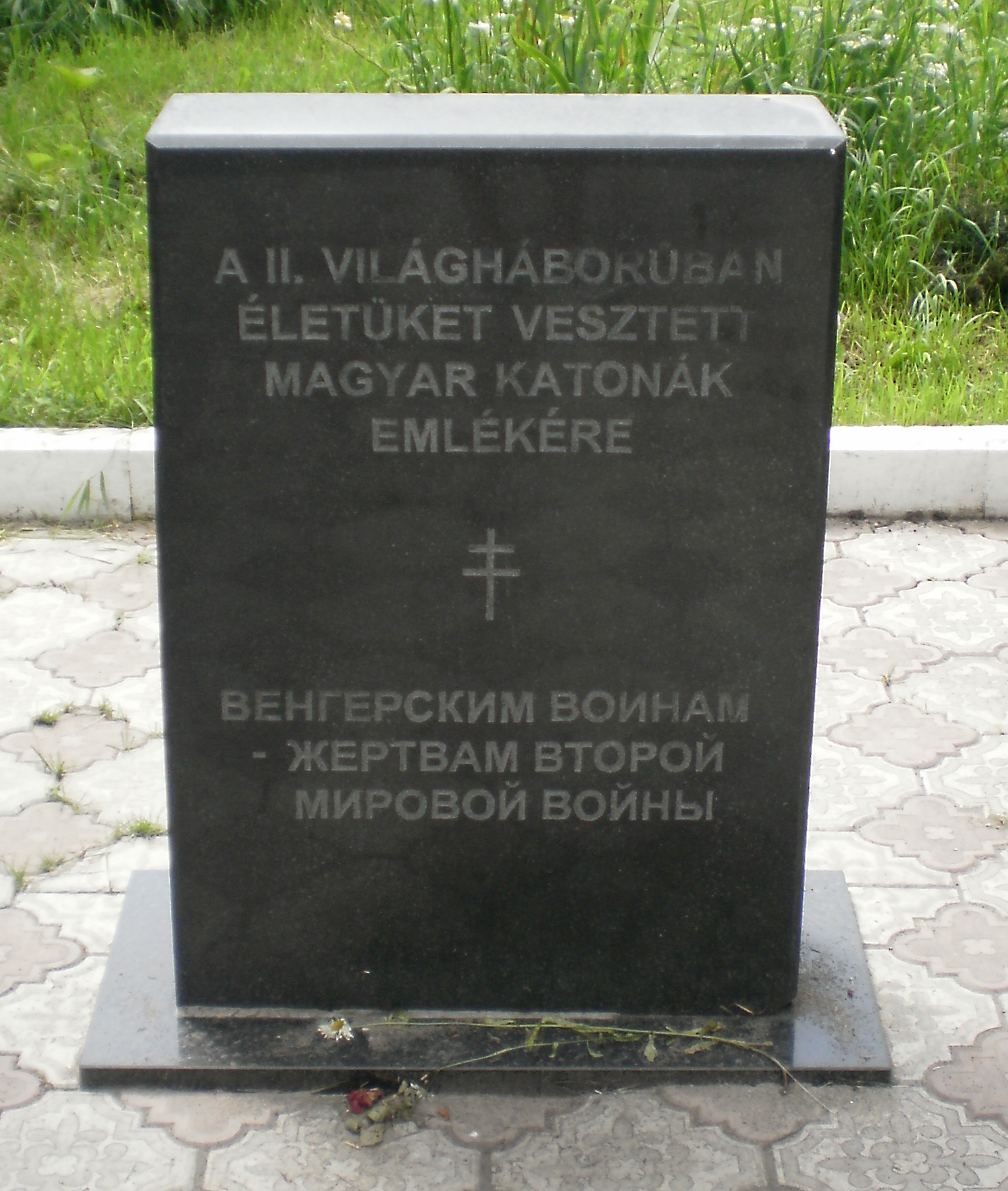
Памятник

При советской власти в храме находился склад конторы «Заготзерно». В годы нацистской оккупации во время Второй мировой войны храм был открыт вновь. Службы проводил отец Иоанн. После поражения в битве под Воронежем группа венгров отказалась продолжать боевые действия и пыталась вернуться на родину. 15 февраля 1943 года венгерские солдаты прибыли в Суджу, где к ним была приставлена рота охраны, составленная из немцев. Часть венгров была размещена в Свято-Троицком храме. На четвёртый день храм был подожжён и несколько сот людей сгорели заживо в храме. Впоследствии было обнаружено 365 тел, которые были захоронены у храма в братской могиле. В 2000-е годы представителями Венгрии была установлена мраморная табличка с текстом: «Венгерским воинам — жертвам Второй мировой войны».
После войны храм были восстановлен, была открыта воскресная школа.

### Современный период
Во время наступления Вооружённых сил Украины на Курскую область в храме спасались от обстрелов мирные жители.